# Hậu Hán

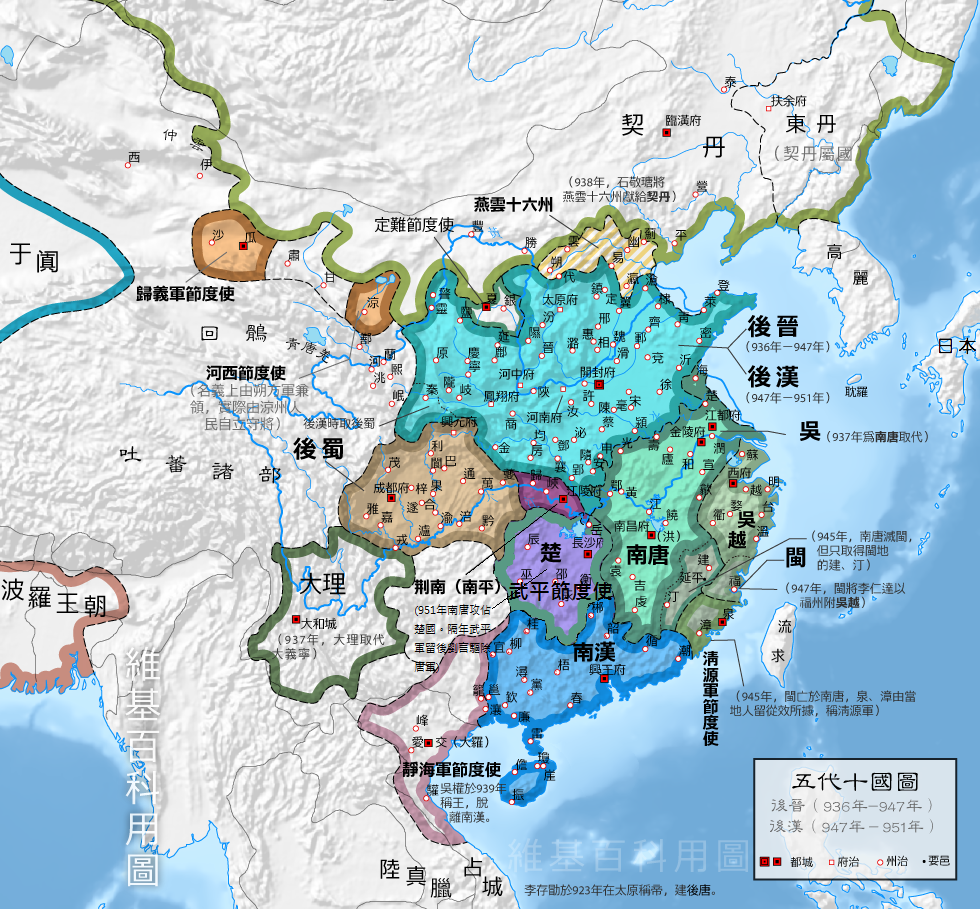
Hậu Hán (後漢)
Hậu Thục (後蜀)
Kinh Nam (荆南)
Sở (楚)
Nam Đường (南唐)
Ngô Việt (吳越)
Sau năm 945, lãnh thổ nước Mân trước đây bị phân chia giữa Nam Đường, Ngô Việt và Thanh Nguyên quân
Thanh Nguyên quân tiết độ sứ (清源軍節度使)
Nam Hán (南漢)

Nhà Hậu Hán (後漢) được thành lập năm 947. Đây là triều đại thứ tư của thời kỳ Ngũ đại Thập quốc và là triều đại thứ ba liên tiếp của người Sa Đà. Triều đại này thuộc về số các triều đại có thời gian tồn tại ngắn ngủi nhất tại Trung Quốc, chỉ kéo dài 3 năm trước khi bị lật đổ trong một cuộc nổi loạn dẫn tới sự thành lập của nhà Hậu Chu.

## Thành lập
Lưu Tri Viễn (劉知遠) là một tướng lĩnh nhà Hậu Tấn tại Tinh Châu (幷州), khu vực xung quanh thành phố Thái Nguyên ngày nay của tỉnh Sơn Tây, thành trì của người Sa Đà. Tuy nhiên, nhà Hậu Tấn mà ông phục vụ là một triều đại yếu và không hơn gì một chính quyền bù nhìn của Đế quốc Khiết Đan đang mở rộng về phía bắc. Khi nhà Hậu Tấn quyết định chống lại Khiết Đan thì nhà nước mới nổi này đã đem một đội quân viễn chinh về phía nam mà kết quả của nó là nguyên nhân dẫn tới sự tiêu vong của nhà Hậu Tấn.
Lực lượng Khiết Đan đã tiến tới sông Hoàng Hà trước khi Hoàng đế của họ quyết định quay trở về căn cứ của họ, ngày nay là Bắc Kinh, trung tâm của 16 châu mà nhà Hậu Tấn đã cắt dâng cho người Khiết Đan. Tuy nhiên, sau những đợt quấy rối liên tục từ phía người Trung Quốc trên đường quay về thì Liêu Thái Tông (Da Luật Đức Quang) đã chết vì bệnh tật vào tháng 5 năm 947. Sự sụp đổ của nhà Hậu Tấn và cuộc khủng hoảng tranh giành kế vị của người Khiết Đan đã tạo ra một khoảng trống quyền lực. Lưu Tri Viễn là người lấp đầy khoảng trống đó để sáng lập ra nhà Hậu Hán.

## Lãnh thổ
Lưu Tri Viễn đặt kinh đô của mình tại Biện Lương, ngày nay là Khai Phong. Nhà Hậu Hán về cơ bản có lãnh thổ như của nhà Hậu Tấn. Biên giới phía nam nhà nước này là các quốc gia phương Nam, kéo dài từ biển Đông Trung Hoa tới khoảng giữa các sông Hoàng Hà và Dương Tử, trước khi ngoặt xuống phía nam sông Dương Tử ở đoạn trung lưu sông này để sau đó ngoặt theo hướng tây bắc dọc theo ranh giới phía bắc của tỉnh Tứ Xuyên và kéo dài về phía tây tới Thiểm Tây. Ở phía bắc, nhà nước này bao gồm phần lớn Thiểm Tây và Hà Bắc ngoại trừ 16 châu Yên Vân đã bị nhà Hậu Tấn cắt cho nhà Liêu.

## Triều đại ngắn ngủi
Lưu Tri Viễn chỉ làm vua được 10 tháng, chết đầu năm 948. Ông để lại ngai vàng cho con trai còn nhỏ tuổi của mình là Lưu Thừa Hựu (劉承祐), tức Hán Ẩn Đế. Một số tướng lĩnh địa phương làm phản, Thừa Hữu sai Quách Uy đi dẹp. Là tướng có tài, Quách Uy dẹp được quân làm phản.
Tuy nhiên tháng 4 năm 950, Ẩn Đế nghi kị Quách Uy, khi đó là Khu mật Phó sứ, hạ chiếu sai hai tướng Quách Sùng Uy và Tào Uy bắt giết Quách Uy. Quách Uy theo kế của một quan chức trong Khu mật viện là Ngụy Nhân Phủ, liền đem quân tấn công trước. Hai tướng Quách Sùng Uy và Tào Uy phản Hán theo Quách Uy. Lưu Thừa Hữu bại trận và bị loạn binh giết chết ngày 21 tháng 11 năm 950 (âm lịch) tức ngày 1 tháng 1 năm 951. Quách Uy tự lập làm Hoàng đế đầu năm 951, sau khi buộc Lý Thái hậu giao truyền quốc ngọc tỉ (ấn của vua).
Nhà Hậu Hán chỉ kéo dài 4 năm, có 2 đời vua.

## Bắc Hán
Xem chi tiết bài: Bắc Hán
Em Lưu Tri Viễn là Lưu Sùng trở về khu vực thành trì cũ của họ Lưu tại Sơn Tây, nơi có đông người Sa Đà sinh sống, lập ra nước Bắc Hán - một trong 10 nước thời Ngũ đại, đôi khi cũng được gọi là Đông Hán. Dưới sự bảo hộ của nhà Liêu, nhà nước nhỏ này vẫn có thể giữ được độc lập với nhà Hậu Chu.
Nhà Tống nổi lên thay thế nhà Hậu Chu vào năm 960, trở thành một thế lực hùng mạnh và ổn định tại miền bắc Trung Quốc. Mặc dù nhà Tống đã thành công nhanh chóng trong việc sáp nhập các tiểu quốc hùng mạnh khác tại phương Nam, nhưng quá trình thống nhất miền Bắc chỉ hoàn thành vào năm 979, khi Bắc Hán bị tiêu diệt. Nhà nước Bắc Hán đã có thể trụ được đến thời gian này là do có sự giúp đỡ của nhà Liêu. Trên thực tế, sự tồn tại của Bắc Hán là một trong số các điều gây căng thẳng nhất trong quan hệ Liêu-Tống. Kể từ sau năm 979, Trung Quốc về cơ bản nằm dưới sự kiểm soát của nhà Tống, ngoại trừ khu vực 16 châu Yên Vân mà Thạch Kính Đường dâng Liêu trước kia vẫn nằm dưới tay nhà Liêu.

## Các vị vua nhà Hậu Hán
| Miếu hiệu (廟號) | Thụy hiệu (諡號)                         | Tự                    | Sinh-Mất | Trị vì  | Niên hiệu (年號), thời gian              |
| ---------------- | ---------------------------------------- | --------------------- | -------- | ------- | ---------------------------------------- |
| Cao Tổ (高祖)    | Duệ Văn Thánh Vũ Chiêu Túc Hiếu Hoàng đế | Lưu Tri Viễn (劉知遠) | 895-948  | 947-948 | Thiên Phúc (天福) 947 Càn Hữu (乾祐) 948 |
| Không tồn tại    | Ẩn Đế (隱帝)                             | Lưu Thừa Hựu (劉承祐) | 931-950  | 948-950 | Càn Hựu (乾祐) 948-950                   |

|                                    |                                    |                                    |                                    |                                    |                                    |                                     |                                     |                                     |                                     |                                     |                                     |                                 |                                 |  |  |                                   |                                   |                                   |                                   |                                   |                                   | quá kế (nhận nuôi) |  |            |            |            |            |                                |                                |                                |                                |                                |                                |         |         |                                           |                                           |                                           |                                           |                                           |                                           |       |       |       |       |  |  |  |  |
|                                    |                                    |                                    |                                    |                                    |                                    |                                     |                                     | Hán Hiến Tổ Lưu Điển                |                                     |                                     |                                     |                                 |                                 |  |  |                                   |                                   |                                   |                                   |                                   |                                   |                    |  |            |            |            |            |                                |                                |                                |                                |                                |                                |         |         |                                           |                                           |                                           |                                           |                                           |                                           |       |       |       |       |  |  |  |  |
|                                    |                                    |                                    |                                    |                                    |                                    |                                     |                                     |                                     |                                     |                                     |                                     |                                 |                                 |  |  |                                   |                                   |                                   |                                   |                                   |                                   |                    |  |            |            |            |            |                                |                                |                                |                                |                                |                                |         |         |                                           |                                           |                                           |                                           |                                           |                                           |       |       |       |       |  |  |  |  |
|                                    |                                    |                                    |                                    |                                    |                                    |                                     |                                     |                                     |                                     |                                     |                                     |                                 |                                 |  |  |                                   |                                   |                                   |                                   |                                   |                                   |                    |  |            |            |            |            |                                |                                |                                |                                |                                |                                |         |         |                                           |                                           |                                           |                                           |                                           |                                           |       |       |       |       |  |  |  |  |
| Hậu Hán                            | Hậu Hán                            | Hậu Hán                            | Hậu Hán                            | Hậu Hán                            | Hậu Hán                            |                                     |                                     |                                     |                                     |                                     |                                     |                                 |                                 |  |  | Bắc Hán                           | Bắc Hán                           | Bắc Hán                           | Bắc Hán                           | Bắc Hán                           | Bắc Hán                           |                    |  |            |            |            |            |                                |                                |                                |                                |                                |                                |         |         |                                           |                                           |                                           |                                           |                                           |                                           |       |       |       |       |  |  |  |  |
| Hậu Hán                            | Hậu Hán                            | Hậu Hán                            | Hậu Hán                            | Hậu Hán                            | Hậu Hán                            | Hán Cao Tổ Lưu Tri Viễn 895-947-948 | Hán Cao Tổ Lưu Tri Viễn 895-947-948 | Hán Cao Tổ Lưu Tri Viễn 895-947-948 | Hán Cao Tổ Lưu Tri Viễn 895-947-948 | Hán Cao Tổ Lưu Tri Viễn 895-947-948 | Hán Cao Tổ Lưu Tri Viễn 895-947-948 |                                 |                                 |  |  | Bắc Hán                           | Bắc Hán                           | Bắc Hán                           | Bắc Hán                           | Bắc Hán                           | Bắc Hán                           |                    |  |            |            |            |            | Hán Thế Tổ Lưu Mân 895-951-954 | Hán Thế Tổ Lưu Mân 895-951-954 | Hán Thế Tổ Lưu Mân 895-951-954 | Hán Thế Tổ Lưu Mân 895-951-954 | Hán Thế Tổ Lưu Mân 895-951-954 | Hán Thế Tổ Lưu Mân 895-951-954 |         |         |                                           |                                           |                                           |                                           |                                           |                                           |       |       |       |       |  |  |  |  |
|                                    |                                    |                                    |                                    |                                    |                                    | Hán Cao Tổ Lưu Tri Viễn 895-947-948 | Hán Cao Tổ Lưu Tri Viễn 895-947-948 | Hán Cao Tổ Lưu Tri Viễn 895-947-948 | Hán Cao Tổ Lưu Tri Viễn 895-947-948 | Hán Cao Tổ Lưu Tri Viễn 895-947-948 | Hán Cao Tổ Lưu Tri Viễn 895-947-948 |                                 |                                 |  |  |                                   |                                   |                                   |                                   |                                   |                                   |                    |  |            |            |            |            | Hán Thế Tổ Lưu Mân 895-951-954 | Hán Thế Tổ Lưu Mân 895-951-954 | Hán Thế Tổ Lưu Mân 895-951-954 | Hán Thế Tổ Lưu Mân 895-951-954 | Hán Thế Tổ Lưu Mân 895-951-954 | Hán Thế Tổ Lưu Mân 895-951-954 |         |         |                                           |                                           |                                           |                                           |                                           |                                           |       |       |       |       |  |  |  |  |
|                                    |                                    |                                    |                                    |                                    |                                    |                                     |                                     |                                     |                                     |                                     |                                     |                                 |                                 |  |  |                                   |                                   |                                   |                                   |                                   |                                   |                    |  |            |            |            |            |                                |                                |                                |                                |                                |                                |         |         |                                           |                                           |                                           |                                           |                                           |                                           |       |       |       |       |  |  |  |  |
| Hán Ẩn Đế Lưu Thừa Hựu 929-948-950 | Hán Ẩn Đế Lưu Thừa Hựu 929-948-950 | Hán Ẩn Đế Lưu Thừa Hựu 929-948-950 | Hán Ẩn Đế Lưu Thừa Hựu 929-948-950 | Hán Ẩn Đế Lưu Thừa Hựu 929-948-950 | Hán Ẩn Đế Lưu Thừa Hựu 929-948-950 |                                     |                                     | Tương Âm công Lưu Uân ?-950-951     | Tương Âm công Lưu Uân ?-950-951     | Tương Âm công Lưu Uân ?-950-951     | Tương Âm công Lưu Uân ?-950-951     | Tương Âm công Lưu Uân ?-950-951 | Tương Âm công Lưu Uân ?-950-951 |  |  | Hán Duệ Tông Lưu Quân 926-954-968 | Hán Duệ Tông Lưu Quân 926-954-968 | Hán Duệ Tông Lưu Quân 926-954-968 | Hán Duệ Tông Lưu Quân 926-954-968 | Hán Duệ Tông Lưu Quân 926-954-968 | Hán Duệ Tông Lưu Quân 926-954-968 |                    |  | Tiết Chiêu | Tiết Chiêu | Tiết Chiêu | Tiết Chiêu | Tiết Chiêu                     | Tiết Chiêu                     |                                |                                | Lưu thị                        | Lưu thị                        | Lưu thị | Lưu thị | Lưu thị                                   | Lưu thị                                   |                                           |                                           | Hà Mỗ                                     | Hà Mỗ                                     | Hà Mỗ | Hà Mỗ | Hà Mỗ | Hà Mỗ |  |  |  |  |
| Hán Ẩn Đế Lưu Thừa Hựu 929-948-950 | Hán Ẩn Đế Lưu Thừa Hựu 929-948-950 | Hán Ẩn Đế Lưu Thừa Hựu 929-948-950 | Hán Ẩn Đế Lưu Thừa Hựu 929-948-950 | Hán Ẩn Đế Lưu Thừa Hựu 929-948-950 | Hán Ẩn Đế Lưu Thừa Hựu 929-948-950 |                                     |                                     | Tương Âm công Lưu Uân ?-950-951     | Tương Âm công Lưu Uân ?-950-951     | Tương Âm công Lưu Uân ?-950-951     | Tương Âm công Lưu Uân ?-950-951     | Tương Âm công Lưu Uân ?-950-951 | Tương Âm công Lưu Uân ?-950-951 |  |  | Hán Duệ Tông Lưu Quân 926-954-968 | Hán Duệ Tông Lưu Quân 926-954-968 | Hán Duệ Tông Lưu Quân 926-954-968 | Hán Duệ Tông Lưu Quân 926-954-968 | Hán Duệ Tông Lưu Quân 926-954-968 | Hán Duệ Tông Lưu Quân 926-954-968 |                    |  | Tiết Chiêu | Tiết Chiêu | Tiết Chiêu | Tiết Chiêu | Tiết Chiêu                     | Tiết Chiêu                     |                                |                                | Lưu thị                        | Lưu thị                        | Lưu thị | Lưu thị | Lưu thị                                   | Lưu thị                                   |                                           |                                           | Hà Mỗ                                     | Hà Mỗ                                     | Hà Mỗ | Hà Mỗ | Hà Mỗ | Hà Mỗ |  |  |  |  |
|                                    |                                    |                                    |                                    |                                    |                                    |                                     |                                     |                                     |                                     |                                     |                                     |                                 |                                 |  |  |                                   |                                   |                                   |                                   |                                   |                                   |                    |  |            |            |            |            |                                |                                |                                |                                |                                |                                |         |         |                                           |                                           |                                           |                                           |                                           |                                           |       |       |       |       |  |  |  |  |
|                                    |                                    |                                    |                                    |                                    |                                    |                                     |                                     |                                     |                                     |                                     |                                     |                                 |                                 |  |  |                                   |                                   |                                   |                                   |                                   |                                   |                    |  |            |            |            |            |                                |                                |                                |                                |                                |                                |         |         |                                           |                                           |                                           |                                           |                                           |                                           |       |       |       |       |  |  |  |  |
|                                    |                                    |                                    |                                    |                                    |                                    |                                     |                                     |                                     |                                     |                                     |                                     |                                 |                                 |  |  |                                   |                                   |                                   |                                   |                                   |                                   |                    |  |            |            |            |            | Hán Thiếu Chủ Lưu Kế Ân ?-968  | Hán Thiếu Chủ Lưu Kế Ân ?-968  | Hán Thiếu Chủ Lưu Kế Ân ?-968  | Hán Thiếu Chủ Lưu Kế Ân ?-968  | Hán Thiếu Chủ Lưu Kế Ân ?-968  | Hán Thiếu Chủ Lưu Kế Ân ?-968  |         |         | Bắc Hán Vũ Đế Lưu Kế Nguyên ?-968-979-992 | Bắc Hán Vũ Đế Lưu Kế Nguyên ?-968-979-992 | Bắc Hán Vũ Đế Lưu Kế Nguyên ?-968-979-992 | Bắc Hán Vũ Đế Lưu Kế Nguyên ?-968-979-992 | Bắc Hán Vũ Đế Lưu Kế Nguyên ?-968-979-992 | Bắc Hán Vũ Đế Lưu Kế Nguyên ?-968-979-992 |       |       |       |       |  |  |  |  |